# Бор (кратер)
Вижте пояснителната страница за други значения на Бор.
Бор е голям кратер разположен в западната част близката страна на Луната, на югоизток от кратера Айнщайн. Диаметърът на кратера е 71 км.
Кратерът е наименован на великия датски физик Нилс Бор.